# Warren Tufts
Warren Tufts (Fresno, 12 dicembre 1925 – 6 luglio 1982) è stato un fumettista statunitense.

## Biografia
Prima di dedicarsi ai fumetti lavorò per una stazione radio locale. Esordì come fumettista durante la seconda guerra mondiale, realizzando illustrazioni per pubblicazioni militari. Ideò quindi la serie a fumetti western Casey Ruggles nel 1949, che venne pubblicato fino al 1954 quando, a seguito di contrasti col distributore, la United Features, decise di fondare una propria società per distribuire le proprie opere, la Warren Tufts Enterprises, insieme a suo padre e a suo fratello, con la quale produsse una nuova serie a strisce di genere fantascientifico, The Lone Spaceman, che venne pubblicata dal 1954 al 1955 ma che venne poi sospeso per problemi di distribuzione. Successivamente, dal 1955 al 1960, realizzò la tavola domenicale della serie Lance e, successivamente, dal 1957, anche una serie di strisce giornaliere; sempre per problemi di distribuzione, negli anni sessanta decise di divenire freelance, contribuendo alle serie prodotte dalla Dell Publishing e dalla Gold Key della Western Publishing, come Rifleman, Zorro, Wagon Train e Korak, Son of Tarzan. Smise poi di occuparsi di fumetti, per dedicarsi a collaborazioni con stazioni radiofoniche e televisive, ideando programmi e occupandosi anche di grafica e pubblicità. Morì in un incidente aereo nel 1982.